# NGC 6839
NGC 6839 is een open sterrenhoop in het sterrenbeeld Pijl. Het hemelobject werd op 18 augustus 1784 ontdekt door de Duits-Britse astronoom William Herschel.